# Оксамитник узамбарський
Оксамитник узамбарський (Hyliota usambara) — вид горобцеподібних птахів родини Hyliotidae.

## Поширення
Ендемік Танзанії. Поширений лисе на східних схилах Узамбарських гір на північному сході країни.

## Опис
Невеликий птах, 11 см завдовжки та вагою 9,5-11 г. Голова, спина, крила, хвіст чорного забарвлення. Крила з білими криючими та внутрішнім краєм махових. Горло, груди, черево, боки та підхвістя сіруваті з помаранчевим відтінком. Дзьоб і ноги чорні.

## Спосіб життя
Трапляються поодинці або парами. Поживу шукають під пологом лісу. Живляться комахами, їхніми личинками та іншими безхребетними. На час розмноження стають територіальними. Утворюють моногамні пари. Гніздо будують високо серед гілок дерев. Самиці самостійно будують гніздо та насиджують яйця. Під час насиджування самець підгодовує самицю. Доглядають за потомством обидва батьки. Пташенята стають самостійними через півтора місяця після вилуплення.